# Gardabani (distrikt)
Gardabani (georgiska: გარდაბნის მუნიციპალიტეტი, Gardabnis munitsipaliteti) är ett distrikt i Georgien. Det ligger i regionen Nedre Kartlien, i den östra delen av landet, 16 km sydost om huvudstaden Tbilisi. Antalet invånare var 81 876 år 2014. Administrativt centrum är staden Gardabani.